# Хом'як Ігор Петрович
І́гор Петро́вич Хом'як (18 квітня 1975 — 19 червня 2016) — прапорщик Збройних сил України, учасник російсько-української війни.

## Життєпис
Народився 1975 року в селі Плужне (Ізяславський район, Хмельницька область). У батьків був єдиною дитиною, 1992-го закінчив Плужненську середню школу. Пройшов службу в армії, по демобілізації працював в охороні Хмельницької АЕС. У 2010-х роках вийшов на пенсію.
У квітні 2015 року пішов до армії, прапорщик 11-го окремого мотопіхотного батальйону «Київська Русь» 59-ї бригади.
18 червня 2016 року близько опівночі зазнав поранення під час мінометного обстрілу села Троїцьке (Попаснянський район) — осколок міни влучив у сонну артерію. Помер близько 0:25 19 червня.
23 червня 2016-го похований у Плужному.
Без Ігоря лишилися батьки Ганна Василівна та Петро Васильович Хом'яки, вдова Валентина, син Руслан 2003 р.н.

## Нагороди та вшанування
- указом Президента України № 330/2016 від 11 серпня 2016 року «за особисту мужність і високий професіоналізм, виявлені у захисті державного суверенітету та територіальної цілісності України, вірність військовій присязі» — нагороджений орденом «За мужність» III ступеня (посмертно)[1]
- 20 квітня 2017 року в Плужненському НВК «ЗОШ І—ІІІ ст., гімназія імені Р. Бортника» відкрито меморіальну дошку в пам'ять про Ігоря Хом'яка
- рішенням 13-ї сесії Ізяславської від 23 лютого 2018 року № 21 присвоєно звання «Почесний громадянин Ізяславського району»
- у січні 2018 року відбувся турнір з міні-футболу у Плужному пам'яті Ігоря Хом'яка. Ці змагання стали традиційними і щорічними. Участь у турнірі беруть не тільки команди з Хмельниччини, а й зі сусідньої Рівненщини[2].